# Nationaal park Hirkan
Het Nationaal park Hirkan (Azerbeidzjaans: Hirkan Milli Parkı) is een nationaal park aan de oevers van de Kaspische Zee in het zuidoosten van Azerbeidzjan. Het is opgericht op 9 februari 2004 en heeft na een forse uitbreiding op 23 april 2008 een omvang van 40.358 hectare. Het ligt in de districten Lankaran en Astara.
De missie van het nationaal Park is de instandhouding de bijzondere flora en fauna en daarvoor de juiste milieumaatregelen te treffen. Er wordt ook aandacht besteed aan natuur- en milieu-educatie en het faciliteren van onderzoek, toerisme en recreatie.
Het woord "Hirkan" is afgeleid van de oude naam van de Kaspische Zee.
Het klimaat van het gebied waar het park toe behoort is vochtig en subtropisch. De temperatuur schommelt tussen de 1 en 25 graden Celsius. Vanaf 600 meter heerst een gematigd zeeklimaat en op de bergtoppen een vochtig continentaal klimaat. Het park omvat het laagland van Lankaran en het bergachtige en maagdelijke landschap van het Talyshgebergte. 99% van het park is bedekt met bos. 

## Flora en fauna
Het park kent een rijke flora met 1900 soorten, Van de 435 boom- en struikensoorten in Azerbeidzjan groeien er 150 in de Hirkanbossen. Daarnaast zijn er 95 zeldzame en 38 bedreigde diersoorten. 
In het park komen verschillende boszones voor. Aan bomen worden onder meer aangetroffen de Kaukasische peer (Pyrus communis subsp . Caucasica), Lenkoran Acacia (Albizia julibrissin), eikensoorten (Quercus castaneifolia) en (Quercus macranthera), Europese es (Fraxinus excelsior), haagbeuk (Carpinus betulus), Oosterse Haagbeuk (Carpinus orientalis), Witte populier (Populus alba) Kaukasische vleugelnoot (Pterocarya fraxinifolia), Perzisch ijzerhout (Parrotia persica) en  Tamme kastanje (Castanea sativa). 
Van de dieren vinden we er onder meer bijzondere landslakken, niet-vliegende insecten, zoogdieren  en vogels, waaronder verschillende endemische soorten. Soorten in het park zijn bijvoorbeeld de Perzische panter (Panthera pardus saxicolor), Euraziatische lynx (Lynx lynx), bruine beer (Ursus arctos), wolf (Canis lupus), Moeraskat (Felis chaus), otter (Lutra lutra), Sikahert, wasbeer, zwarte ooievaar, visarend, Talysh Kaukasische fazant (Colchicus Phasianus colchicus), Talysh boktor en Talysh loopkever.

## Monumenten
Het nationaal park is ook beroemd door zijn zeldzame natuurlijke monumenten. Er zijn meer dan honderd natuurlijke en culturele monumenten in het gebied van het park. Een van de meest beroemde natuurlijke bosmonumenten is de "Guru Nabi", een heilige plaats bij Zungulash in het district Astara. Tijdens de bronstijd was een centrum van de zuidelijke Kaukasus landbouw gelegen in de nabijheid van de Hirkanbossen. Archeologische opgravingen tonen aan dat de landbouw hier bloeide in de 5e tot het 4e millennium v. Chr .

## Postzegels en het park

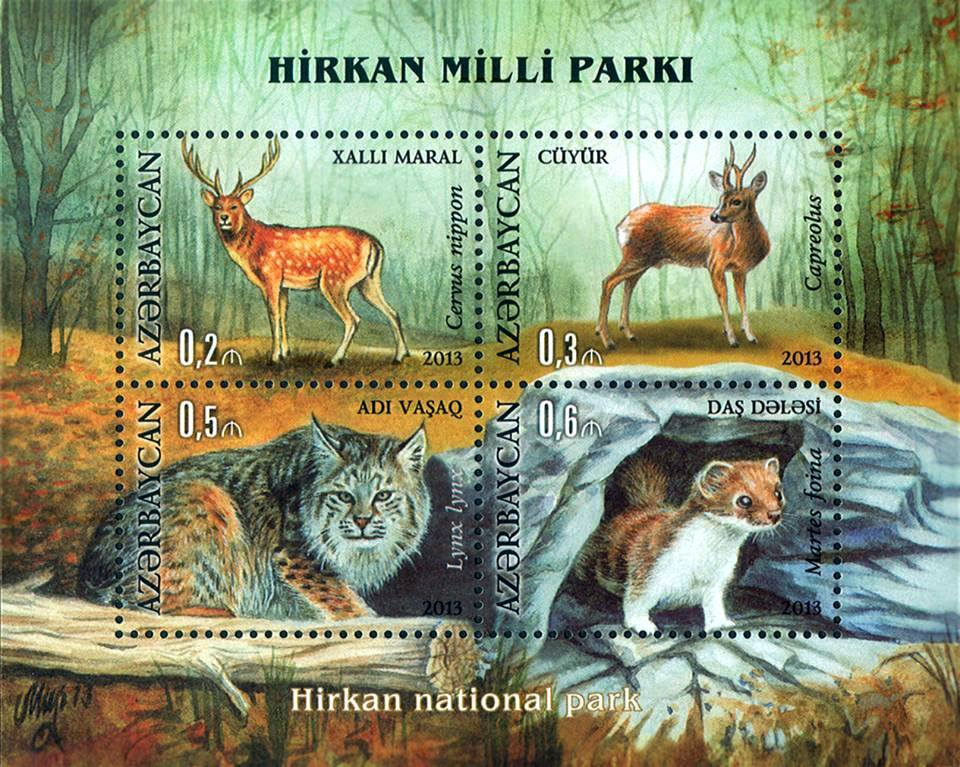
Postzegel met afbeeldingen van zoogdieren uit het park Hirkan, Azerbeidzjan, 2013
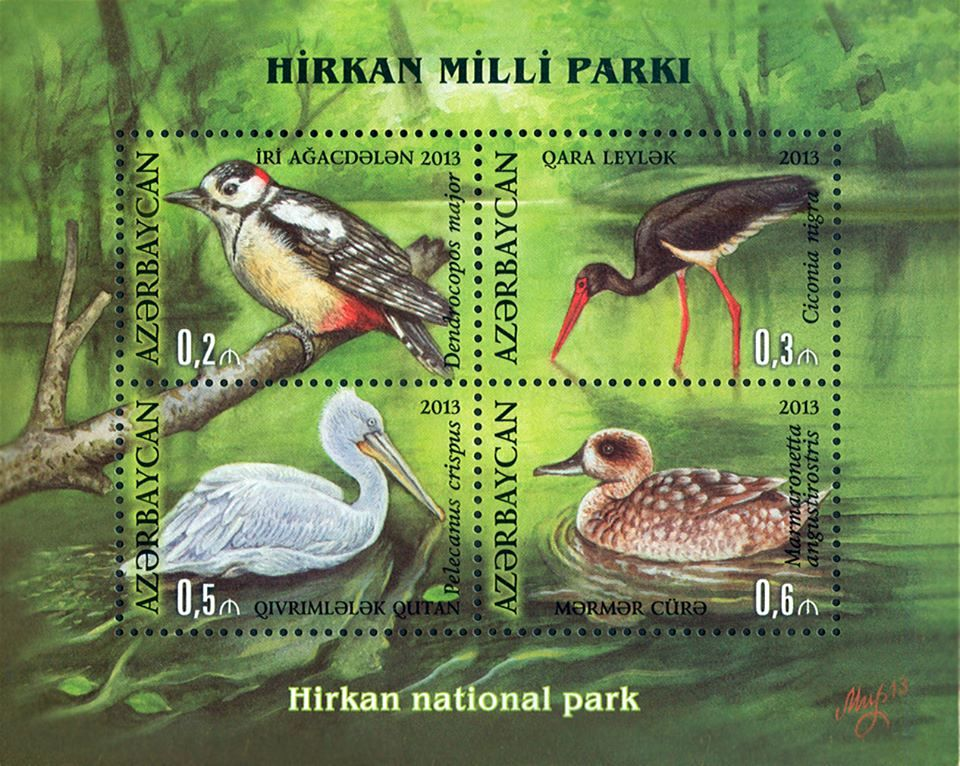
Postzegel met afbeeldingen van vogels uit het park Hirkan, Azerbeidzjan, 2013